# Dana Podracká
Dana Podracká (ur. 9 marca 1954 w Bańskiej Szczawnicy) – słowacka poetka. 

## Życiorys
Absolwentka studiów psychologicznych na Uniwersytecie Komeńskiego w Bratysławie. Po studiach pracowała m.in. w wydawnictwie Slovenský spisovateľ. Zadebiutowała w 1981 roku tomem Mesačná milenka, za który otrzymała nagrodę Ivana Krasko za najlepszy debiut. Od 1991 roku pracuje w tgodniku literackim Literárny týždenník. W 2004 otrzymała nagrodę Witolda Hulewicza. Jej wiersze ukazywały się w przekładach na czeski, bułgarski, serbski, niemiecki, macedoński, białoruski.

## Wybrana twórczość[1]
- Mesačná milenka, poezja (1981)
- Zimní hostia, poezja (1984)
- Rubikon, poezja (1988)
- Nezabudni na vílu, literatura dla dzieci (1991)
- Mytológia súkromia, esej (1994)
- Hriech, poezja (1996)
- Jazyky z draka. Mytológia slovenských rozprávok, esej (2002)
- Zielpunkt. Mýtus o vernosti, esej (2005)
- Hysteria Siberiana, esej  (2009)